# 몰던구

몰던구의 위치

몰던구(영어: Maldon District)는 잉글랜드 에식스주에 위치한 비도시 자치구로 중심 도시는 몰던이며 인구는 62,767명(2014년 기준), 면적은 358.78km2이다.